# Gare d'Onnaing
La gare d'Onnaing est une gare ferroviaire française de la ligne de Douai à Blanc-Misseron, située sur le territoire de la commune d'Onnaing, dans le département du Nord, en région Hauts-de-France.
Elle est mise en service en 1842, par la Compagnie du chemin de fer de Lille à Valenciennes et ses extensions.
C'est une gare de la Société nationale des chemins de fer français (SNCF), ouverte au service de fret.

## Situation ferroviaire
Établie à 25 mètres d'altitude, la gare d'Onnaing est située au point kilométrique (PK) 255,460 de la ligne de Douai à Blanc-Misseron (à voie unique), entre les gares fermées de Saint-Saulve et de Quarouble.
Elle est distante d'environ 850 mètres à l'ouest-sud-ouest de l'embranchement particulier de l'usine Toyota Motor Manufacturing France.

## Histoire

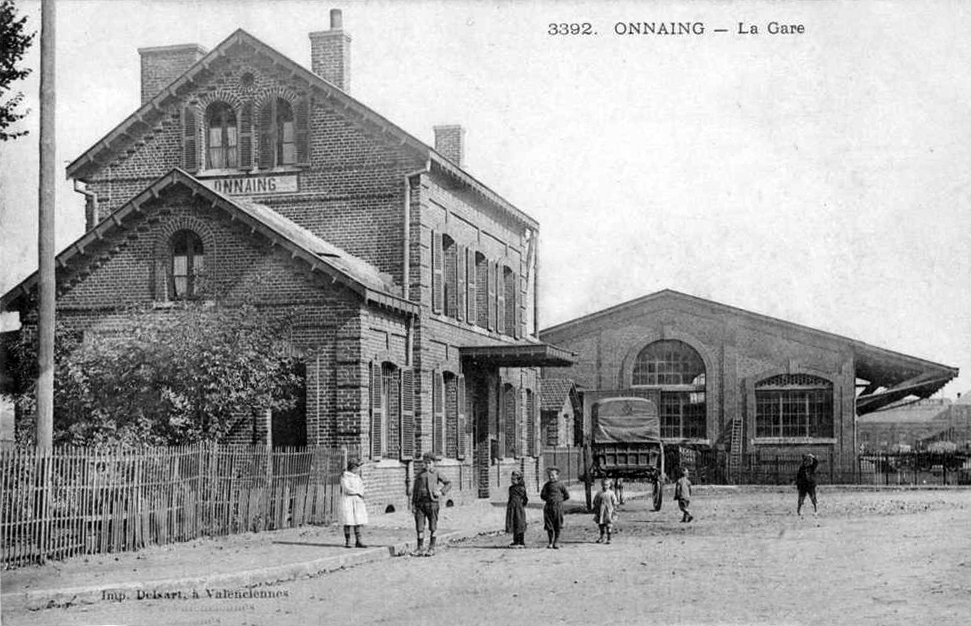
La gare, dont la halle à marchandises (au fond), vers 1900.

La gare d'Onnaing est mise en service le 14 novembre 1842 par la Compagnie anonyme du chemin de fer de Lille à Valenciennes et ses Extensions, lors de l'ouverture de l'exploitation de la « ligne de Valenciennes à Blanc-Misseron et Quiévrain » (section de l'actuelle ligne de Douai à Blanc-Misseron).
Elle est intégrée dans le réseau de la Compagnie des chemins de fer du Nord en 1876. Le 1er janvier 1938, la SNCF est devenue propriétaire de la ligne et donc de la gare, et a officiellement fermé la section de ligne concernée au trafic voyageurs en 1954.
En 1960, Onnaing disposait de deux voies de passage desservies chacune par un quai latéral, ainsi que de voies de service.

## Service des marchandises
La gare est ouverte au service de fret. Elle dessert deux installations terminales embranchées.

## Patrimoine ferroviaire
L'ancien bâtiment voyageurs est toujours présent, mais n'est plus utilisé par le service ferroviaire. Vendu à un particulier, il a été reconverti en habitation.
Par ailleurs, des voies de service, désaffectées, subsistent sur le site.